# Lovisa Strömmer
Maria Lovisa Strömmer, född 4 november 1969 i Lundby församling i Västmanlands län, är en svensk läkare.

## Biografi
Strömmer har varit överläkare vid Karolinska universitetssjukhuset, blev docent i kirurgi vid Karolinska institutet 2009 och är i dag (2021) överläkare i kirurgi vid Sankt Görans sjukhus i Stockholm.
Hon har varit ordförande i Svensk förening för akutkirurgi och traumatologi. År 2020 invaldes hon som ledamot av Kungliga Krigsvetenskapsakademien.